# نورمان كارلبيرج
نورمان كارلبيرج (بالإنجليزية: Norman Carlberg)‏ هو نحات أمريكي، ولد في 1928، وتوفي في 11 نوفمبر 2018.
وهو معروف كأحد مؤسسي الطراز البنائي المعياري (modular constructivist style).

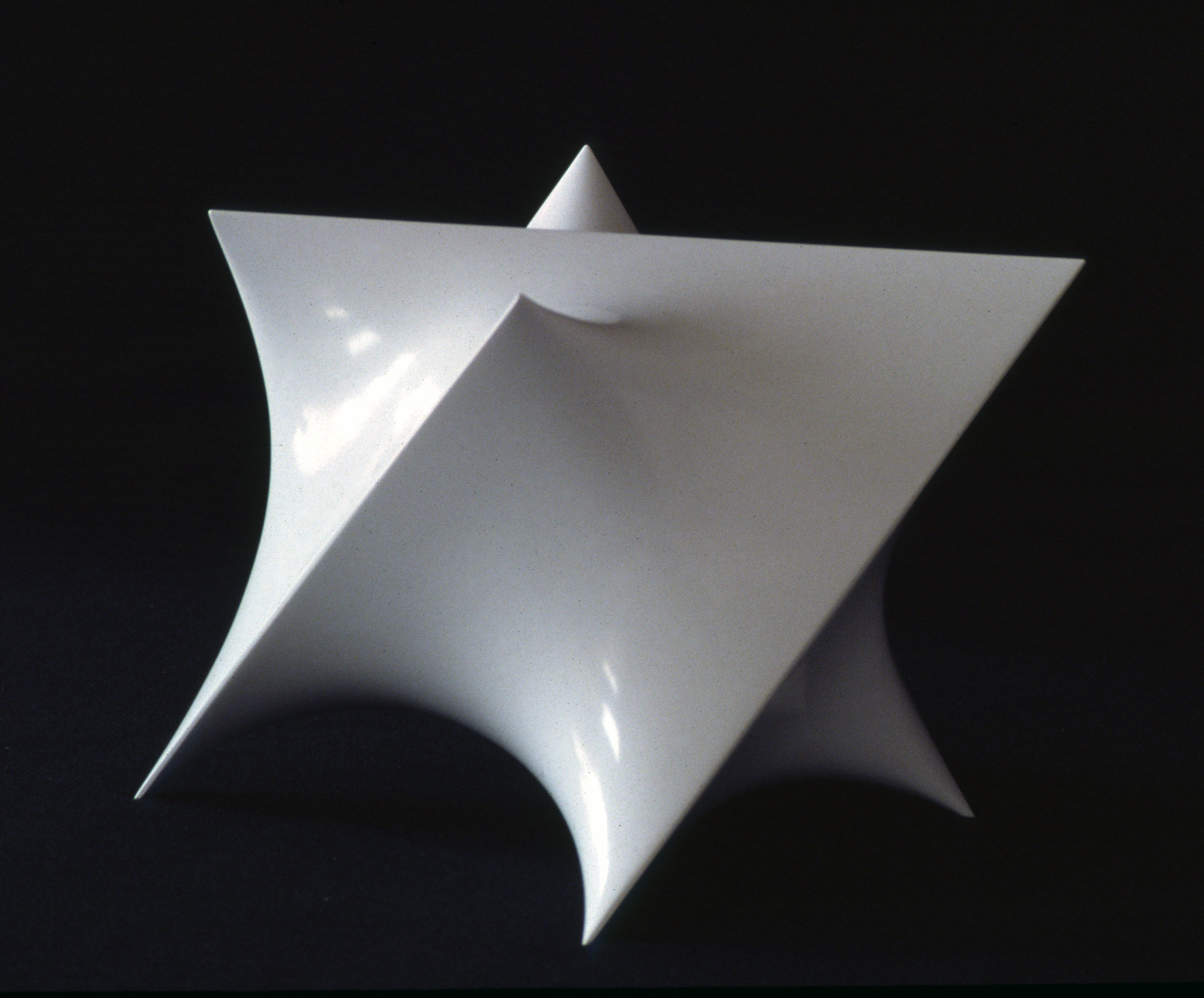
سطح أصغري، بواسطة نورمان كارلبيرج. ضمن مجموعة متحف هيرشورن.